# Hans Diebow
Hans Diebow, né le 24 juin 1896 à Oschersleben et mort le 20 décembre 1975 à Stuttgart, est un journaliste et biographe allemand qui a joué un rôle important dans la propagande nazie sur les thèmes du racisme et de l'antisémitisme.

## Biographie
Engagé volontaire dans l'armée allemande dès le début de la Première Guerre mondiale, Hans Diebow reprend ses études à Erlangen après la fin du conflit. Il y obtient son doctorat d'histoire de l'art en 1923 avec une thèse sur le nu féminin dans la Grèce antique.
D'un antisémitisme notoire, Diebow publie dès 1924 un ouvrage sur la « question juive ». Ses divers opuscules racistes portent des titres tels queCharakterköpfe des deutschen Reichstags ou Die Rassenfrage. Rassenkunde, Vererbungslehre und Rassenhygiene.
À partir de cette époque, Diebow écrit également la biographie de personnalités comme Benito Mussolini, Adolf Hitler (en 1931) et Gregor Strasser. Parallèlement, il continue à se spécialiser dans des articles d'« information » sur le judaïsme, publiés par divers périodiques du mouvement völkisch, et participe au comité de rédaction du Völkischer Beobachter, l'organe de presse du NSDAP, avant d'en assurer la direction.
En 1937, Diebow rédige et illustre le catalogue de l’exposition Le Juif éternel, inaugurée le 8 novembre 1937 à Munich. Les 128 pages de ce catalogue exhibent « 265 documents photographiques » plus ou moins fabriqués et destinés à stigmatiser les Juifs dans les termes mêmes de la propagande nazie. Ses nombreuses ressources visuelles serviront plus tard de base au film éponyme, Le Juif éternel, produit en 1940.
En 1941, Diebow publie un ouvrage similaire, censé « informer » le lecteur allemand des plans du « judaïsme américain » et de sa prétendue mainmise sur la politique et la finance des États-Unis. Ces deux livres, très populaires à l’époque, sont lus à l'intérieur du Reich mais aussi à l’étranger, y compris dans les milieux juifs. Theodor W. Adorno et Veza Canetti, entre autres, étudient ces deux volumes. 
La plupart de ses œuvres se distinguent par une riche iconographie. Dans sa biographie de Hitler, Diebow explique cette méthode de travail par une formule issue de Mein Kampf, selon laquelle le mot doit être subordonné à l’image. Diebow applique systématiquement le principe du dénigrement visuel : ainsi, dans son livre de 1941, il publie un portrait peu flatteur du maire de New York, Fiorello LaGuardia, qu'il présente comme juif, en l'accompagnant de la photographie d'un singe grimaçant.
Après 1945, ses ouvrages figurent dans la liste noire de la zone d'occupation soviétique. Toutefois, Diebow écrit encore au moins deux livres sous le pseudonyme de « Hans Pars ».

## Publications
- Archäologische Studien über die Nacktheit des Weibes in der griechischen Kunst. Erlangen 1923. (Dissertation; 2. Auflage. 1924)
- Charakterköpfe des deutschen Reichstags. Berlin: Arbeitszentrale f. völkische Aufklärung 1924 (unter dem Pseudonym Totila)
- Die Rassenfrage. Rassenkunde, Vererbungslehre und Rassenhygiene, Berlin-Lichterfelde: Arbeitszentrale für Völkische Sprechabende 1924.
- Die rosenrote Brille. Ein Lichtbilderbuch für Kinder, Berlin: Verlag Tradition 1931. (zusammen mit Kurt Goeltzer)
- Mussolini. Eine Biographie in 110 Bildern, Berlin: Verlag Tradition 1931. (zusammen mit Kurt Goeltzer)
- Hitler. Eine Biographie in 134 Bildern. Berlin: Kolk 1931. (zusammen mit Kurt Goeltzer; 2. Auflage. 1932)
- Gregor Strasser und der Nationalsozialismus, Berlin: Tell 1932/1933.
- Der ewige Jude. 265 Bilddokumente. München: Eher 1937. (2. Auflage, 1938).
- Die Juden in USA. Über hundert Bilddokumente, Berlin: Eher 1941. (2. Auflage als Der Jude in USA. 1942; 3. Auflage. als Die Juden in USA. Über hundert Bilddokumente zusammengestellt. 1943)
- Göttlich aber war Kreta. Das Erlebnis der Ausgrabungen. Olten: Walter-Verlag 1957. (unter dem Pseudonym Hans Pars)
- Noch leuchten die Bilder. Schicksale und Abenteuer von Meisterwerken der Kunst. Hamburg: Holsten-Verlag 1964. (zusammen mit Hans Schwarz van Berk unter dem Pseudonym H. H. Pars)